# Фенербахче (женский волейбольный клуб)
«Фенербахче» (тур. Fenerbahçe) — турецкая женская волейбольная команда из Стамбула.

## Достижения
- 15-кратный чемпион Турции — 1956—1960, 1968, 1969, 1972, 2009—2011, 2015, 2017, 2023, 2024;
  - 10-кратный серебряный призёр чемпионатов Турции — 1961, 1973, 1975, 2007, 2008, 2014, 2016, 2021, 2022, 2025;
  - 6-кратный бронзовый призёр чемпионатов Турции — 1962, 1974, 1977, 2012, 2018, 2019.
- 5-кратный обладатель Кубка Турции — 2010, 2015, 2017, 2024, 2025;
  - 5-кратный серебряный призёр Кубка Турции — 2009, 2014, 2019, 2022, 2023.
- 5-кратный обладатель Суперкубка Турции — 2009, 2010, 2015, 2022, 2024.
- 10-кратный чемпион Стамбула — 1956—1959, 1961, 1968, 1969, 1971—1973;
  - 5-кратный серебряный призёр чемпионатов Стамбула — 1960, 1963, 1970, 1974, 1975;
  - 7-кратный бронзовый призёр чемпионатов Стамбула — 1955, 1962, 1964—1967, 1977.
- победитель Лиги чемпионов ЕКВ 2012;
  - серебряный призёр Лиги чемпионов ЕКВ 2010.
  - двукратный бронзовый призёр Лиги чемпионов — 2011, 2016.
- победитель Кубка ЕКВ 2014;
  - серебряный призёр Кубка ЕКВ 2013;
  - бронзовый призёр Кубка ЕКВ 2009.
- победитель чемпионата мира среди клубов 2010;
  - двукратный бронзовый призёр клубных чемпионатов мира — 2012, 2021.

## История

### 1927—1929
В 1927 году в структуре спортивного клуба «Фенербахче» была образована женская волейбольная команда. Через два года она была расформирована из-за отсутствия соперников ввиду низкой популярности женского волейбола в стране.

### 1954—1977
В 1954 году женская волейбольная команда «Фенербахче» была воссоздана и сразу же захватила лидирующие позиции в женском турецком волейболе. В 1956 году команда стала победителем первого чемпионата Турции и затем на протяжении 5 лет удерживала первенство. В 1961 году «Фенербахче» принял участие в первом розыгрыше Кубка европейских чемпионов, но выбыл уже в стартовом раунде, уступив румынскому «Динамо» из Бухареста. С начала 1960-х годов конкуренция в женском волейболе страны усилилась и «Фенербахче» был сдвинут с верхней строчки рейтинга, но всё же продолжал оставаться одной из сильнейших команд Турции. За период с 1961 по 1977 год «Фенербахче» по три раза становился победителем, серебряным и бронзовым призёром чемпионатов страны. В 1977 году женская команда клуба опять, как и 48 лет назад, была расформирована.

### 1987—2004
В 1987 женская волейбольная команда вновь образована в системе спортивного клуба «Фенербахче», но вплоть до 1993 года выступала только в чемпионате Стамбула. Лишь с сезона 1993/1994 команда вновь участвует в чемпионатах Турции. В 1994 году «Фенербахче» вышел в 1-ю лигу (сильнейший дивизион), но задержался в нём лишь на два сезона. В сезоне 2003/2004 «Фенербахче» занял первое место во 2-й лиге и уже окончательно вернулся в число ведущих команд страны.

### 2004—2013
С 2004 года «Фенербахче» — вновь в 1-й лиге чемпионата Турции. Лишь два сезона команда находилась в середине турнирной таблицы и уже в 2007 году выиграла серебряные награды первенства, пропустив вперёд себя только «Эджзаджибаши». Ей же «жёлтые ангелы» (прозвище команды) уступили и в финале следующего чемпионата.
Сезон 2008/2009 принёс «Фенербахче» первое «золото» национального первенства после 1972 года. На предварительном этапе команда стала лишь 4-й, но тем не менее пробилась в решающую стадию розыгрыша, где в финальной серии уверенно переиграла со счётом 3-1 «Эджзаджибаши». В том же сезоне после 35-летнего перерыва «Фенербахче» принял участие в еврокубковом турнире и стал бронзовым призёром розыгрыша Кубка ЕКВ. Этих успехов стамбульские волейболистки добились под руководством тренера Оздюрака. На ведущих ролях в команде были турчанки Токатиоглу и Эрдем, а также азербайджанки Коротенко и Гулиева, белоруска Тумас и сербка Спасоевич.
Чемпионат Турции 2009/2010 принёс «Фенербахче» выдающийся результат — 30 побед в 30 матчах. В финальной серии со счётом 3-0 был разгромлен «Вакыфбанк Гюнеш ТюркТелеком». Столь же успешно волейболистки «Фенербахче» выступали и в Лиге чемпионов, где одержали 10 побед подряд, в том числе по два раза над такими серьёзными соперниками, как российские «Динамо» (Москва) и «Заречье-Одинцово». В полуфинале в пяти сетах турецкая команда переиграла хозяина финала четырёх — французский «Канн», но в решающем матче также в пяти партиях уступила итальянской «Фоппапедретти» из Бергамо. Самой результативной в финальной стадии Лиги стала россиянка Екатерина Гамова, выступавшая в 2009—2010 годах за «Фенербахче». Её одноклубница хорватка Наташа Осмокрович признана лучшей на подаче. Кроме этих двух волейболисток решающий вклад в успехи команды в сезоне внесли турчанки Токатиоглу, Сороглу, Айдемир, Эрдем, голланка Блом, бельгийка Дирикс. Тренером «Фенербахче» работал специалист из Бельгии Ян де Брандт.
Сезон 2010/2011 принёс «Фенербахче» третье подряд «золото» национального первенства. Под руководством бразильского тренера Зе Роберто и с четырьмя новыми иностранками в составе (из прежних осталась только Осмокрович) — Соколовой, Сковроньской, Фофан и Фюрст — стамбульская команда имела подавляющее преимущество над соперниками, уступив за весь чемпионат лишь единожды в 29 проведённых матчах. В финальной серии «Фенербахче» вновь не оставил шансов «Вакыфбанку», переиграв его 3-0. А начался сезон для команды уверенной победой в клубном чемпионате мира, где волейболистки из Турции за 4 игры не отдали соперникам ни партии. А вот Лига чемпионов «Фенербахче» опять не покорилась. Попав в тяжёлую группу предварительного этапа, где соперниками команды стали в том числе московское «Динамо» и итальянская «Фоппапедретти», «Фенербахче» уверенно занял первое место, после чего назван организатором финала четырёх, где в полуфинале уступил соотечественницам из «Вакыфбанка» 2:3. Слабым утешением для команды стало 3-е место. Лучшей волейболисткой финальной стадии названа Катажина Сковроньская, а лучшей на подаче — Эда Эрдем, представлявшие «Фенербахче».
В 2011—2012 годах «Фенербахче» в чемпионате Турции поначалу выглядел на голову сильнее своих соперников, одержав 25 побед в 25 матчах, но в полуфинале оступился, проиграв «Вакыфбанку» в пяти сетах (решающая этап чемпионата проводился в формате финала четырёх). А вот в Лиге чемпионов команду ждал долгожданный успех. В финальной стадии, проходившей в столице Азербайджана Баку, «Фенербахче» в полуфинале со счётом 3:1 переиграл «Динамо-Казань», а в финале не оставил шансов французскому «Канну», разгромив того в трёх партиях. Приз MVP получила корейская нападающая победителей Ким Ён Гун, а лучшей связующей названа её одноклубница Наз Айдемир. Кроме них лидерами команды были Эда Эрдем, американка Логан Том, бразильянка Фабиана, Любовь Соколова из России.
Сезон 2012/2013 для «Фенербахче» был охарактеризован игровым спадом, что в немалой степени было обусловлено серьёзными переменами в составе. Покинул клуб тренер Зе Роберто и почти все иностранные волейболистки (кроме Ким Ён Гун). В чемпионате Турции команда впервые за 7 лет осталась без медалей, а в Кубке ЕКВ хоть и дошла до финала, но в решающей стадии дважды уступила польской «Мушинянке». Неудача ждала «Фенербахче» и в клубном чемпионате мира, где команда проиграла в полуфинале азербайджанской «Рабите».

### 2013—н.в.
Перед сезоном 2013/2014 новым главным тренером «Фенербахче» стал итальянский специалист Марчелло Аббонданца. Серьёзные перемены произошли и в составе команды. К многолетним лидерам «Фенербахче» турчанкам Токатиоглу, Сороглу, Онер, Эрдем добавились их соотечественницы Далбелер, Оздемир, американка Э.Глэсс, бразильянка Фе Гарай, чешка Гавличкова, француженка Бауэр. По прежнему в строю оставались кореянка Ким Ён Гун и турчанка Денкель. В чемпионате страны вся борьба за самые высокие места по прежнему сводилась к противостоянию четырёх стамбульских команд («Вакыфбанка», «Фенербахче», «Эджзаджибаши» и «Галатасарая») и завершилась в пользу «Вакыфбанка», переигравшему в финальной серии «Фенербахче» 3-1. На европейской арене «Фенербахче» смог завладеть Кубком Европейской конфедерации волейбола, победив в финале российскую «Уралочку-НТМК» 3:2 и 3:0.
Чемпионат Турции 2014/2015 завершился уверенной победой «Фенербахче», вернувшему титул после 4-летнего перерыва. На предварительном этапе команда одержала 20 побед в 22 матчах, затем дважды выиграла в четвертьфинале у «Сарыера», а в последовавшем затем двухкруговом финальном турнире с участием четырёх сильнейших команд одержала 5 побед в 6 матчах и заняла первое место. В Лиге чемпионов «Фенербахче» без потерь прошёл групповой раунд, переиграв в 1/8-финала немецкий «Дрезднер», но в четвертьфинале вынужден был сойти с дистанции, уступив по сумме двух матчей своим принципиальнейшим соперницам из «Вакыфбанка» 1:3 и 3:2. Основу команды в сезоне составляли Далбелер, Услупехливан, Онер, Эрдем, Денкель (все — Турция), Ким Ён Гун (Южная Корея), Л.Бозетти, Ло Бьянко (обе — Италия), Монтаньо (Колумбия), Хильдебранд (США), Бауэр (Франция).
В сезоне 2015/2016 «Фенербахче» стал обладателем Кубка Турции, серебряных медалей чемпионата страны и «бронзы» Лиги чемпионов. В Лиге чемпионов вплоть до финала четырёх стамбульская команда не имела ни единого поражения, одержав 10 побед в 10 матчах и выбив из борьбы за главный европейский клубный трофей в частности таких грозных соперников как чемпион Польши «Хемик» и московское «Динамо», но в первом же матче финального этапа уступила турецкой же команде «Вакыфбанк» 0:3. В матче за 3-е место «Фенербахче» переиграл «Динамо-Казань» в четырёх сетах. В символическую сборную турнира вошла доигровщица команды кореянка Ким Ён Гун. В чемпионате страны «Фенербахче» занял 2-е место, дважды уступив в финальном раунде своим главным соперницам из «Вакыфбанка» и по два раза переиграв «Эджзаджибаши» и «Галатасарай».
В сезоне 2016—2017 «Фенербахче» сделал «дубль» во внутренних соревнованиях. Сначала команда выиграла Кубок Турции, «всухую» переиграв в финале «Вакыфбанк», а затем по итогам чемпионата страны вернула себе чемпионское звание. В полуфинале национального первенства в упорнейшей борьбе «Фенербахче» преодолел сопротивление «Эджзаджибаши», уступив в первом матче 0:3, взяв реванш в повторном поединке 3:1 и вырвав победу в «золотом» сете 16:14. В финале чемпионата «Фенербахче» встретился с ещё одной командой из Стамбула — «Галатасараем», сенсационно выбившем из борьбы за титул мощный «Вакыфбанк». Решающая серия у «Фенербахче» не вызвала затруднений и состояла из трёх матчей, каждый из которых заканчивался в пользу «жёлто-синих» в трёх партиях. А вот в Лиге чемпионов «Фенербахче», без потерь пройдя групповой этап, в раунде плей-офф уступил дорогу в финальный этап своим землячкам из команды «Эджзаджибаши».
Перед сезоном 2017/18 «Фенербахче» покинули её многолетний лидер кореянка Ким Ён Гун, голландка М.Балкенстейн-Гротхёйс и несколько турецких волейболисток. Вместо итальянца Аббонданцы на пост главного тренера был назначен бельгиец Я.де Брандт. Пополнили состав команды не самые звёздные игроки, из которых стоит выделить лишь азербайджанку П.Рахимову. В чемпионате Турции «Фенербахче» стала бронзовым призёром, уступив в полуфинале «Эджзаджибаши» и переиграв в серии за 3-е место «Галатасарай». В Лиге чемпионов команда не смогла преодолеть групповой барьер, уступив места в плей-офф итальянским «Игору Горгондзоле» и «Имоко».
Сезон 2022/23 принёс «Фенербахче» золотые награды чемпионата Турции. Заняв на предварительной стадии 3-е место, «желто-синие» (цвета команды) сначала в полуфинале плей-офф переиграли «Вакыфбанк» (3:1, 0:3, 15:11 в «золотом» сете), а затем в финале — «Эджзаджибаши» со счётом 3-0 в серии (3:1, 3:2, 3:2). «Золотой» успех «Фенербахче» повторил и в следующем сезоне, вновь встретившись в финальной серии с «Эджзаджибаши» и победив «аптекарш» 3-2 (3:1, 2:3, 3:0, 0:3, 3:0).
В 2024/25 «Фенербахче» выиграл Суперкубок и Кубок Турции, но в четвертьфинале Лиги чемпионов ЕКВ уступил «Вакыфбанку» в «золотом» сете, а в финале чемпионата Турции проиграл тем же «банкиршам» 0-3 (1:3 1:3, 1:3).   

## Спортивный клуб «Фенербахче»
«Фенербахче» — турецкий мультиспортивный клуб, включающий секции по футболу, баскетболу (мужскую и женскую), волейболу (мужскую и женскую), лёгкой атлетике, боксу, академической гребле, парусному спорту, плаванию и настольному теннису. Основан в 1907 году как футбольный клуб. Базируется в одноимённом районе азиатской части Стамбула, на побережье Мраморного моря.
- Президент клуба — Али Коч.
- Менеджер секции волейбола — Абдулла Пашаоглу.

## Арена
Домашние матчи «Фенербахче» проводит во дворце спорта «Бурхан Фелек». Вместимость — 7000 зрителей. Расположен в стамбульском районе Ускюдар. После реконструкции открыт 10 ноября 2010 года. Также является домашней ареной и для ряда других сильнейших стамбульских волейбольных команд (мужских и женских) — «Эджзаджибаши», «Вакыфбанка» и «Галатасарая».

## Сезон 2024—2025

### Переходы
- Пришли: О.Гювен («ПТТ Спор»), Х.Вучкова («Омаха Суперновас», США), А.Карасой («Нептун де Нант», Франция), Д. Н. Бабат («Тюрк Хава Йоллары»), Л.Сафронова («Хавран»), Э.Василева-Атанасиевич (после перерыва в карьере), главный тренер М.Фенольо («Хемик», Польша).
- Ушли: И.Фетисова, М.Боз, Дж. Четин, Б.Юнал, А.Гермен, Э.Авджи, главный тренер С.Лаварини.

### Состав
| №  | Имя, фамилия                           | Год рождения | Рост | Амплуа      | Гражданство |
| -- | -------------------------------------- | ------------ | ---- | ----------- | ----------- |
| 1  | Хатидже-Гизем Орге                     | 1993         | 170  | либеро      | Турция      |
| 3  | Магдалена Стысяк                       | 2000         | 203  | нападающая  | Польша      |
| 5  | Озлем Гювен                            | 1997         | 165  | либеро      | Турция      |
| 8  | Аслы Калач                             | 1995         | 185  | центральная | Турция      |
| 9  | Мелиха Дикен (Исмаилоглу)              | 1993         | 188  | нападающая  | Турция      |
| 10 | Арина Федоровцева                      | 2004         | 194  | нападающая  | Россия      |
| 11 | Христина Вучкова                       | 1991         | 192  | центральная | Болгария    |
| 12 | Ана Кристина Менезис ди Оливейра Соуза | 2004         | 192  | нападающая  | Бразилия    |
| 14 | Эда Эрдем-Дюндар                       | 1987         | 188  | центральная | Турция      |
| 15 | Арелья Карасой                         | 1996         | 181  | связующая   | Турция      |
| 16 | Элица Василева-Атанасиевич             | 1990         | 190  | нападающая  | Болгария    |
| 17 | Бояна Дрча                             | 1988         | 186  | связующая   | Сербия      |
| 18 | Диджле Нур Бабат                       | 1992         | 191  | центральная | Турция      |
| 41 | Лиза Сафронова                         | 2006         | 196  | нападающая  | Турция      |
| 44 | Мелисса Варгас Абреу                   | 1999         | 195  | нападающая  | Турция      |

- Главный тренер —  Марко Фенольо (до апреля);  Марчелло Аббонданца (с апреля).
- Тренер —  Стефано Миколи (до апреля), Салих Таваджи.